# Ramiro Funes Mori
Ramiro José Funes Mori (Mendoza, 1991. március 5. –) argentin labdarúgó, a Cruz Azul hátvédje. Ikertestvére a szintén labdarúgó Rogelio Funes Mori.

## Sikerei, díjai
- River Plate
  - Argentin bajnok: 2014
  - Copa Campeonato: 2013–14
  - Copa Sudamericana: 2014
  - Recopa Sudamericana: 2015
  - Copa Libertadores: 2015
  - Copa Sudamericana bajnokság: 2015
  - Primera Nacional: 2011–12

- Villarreal
  - Európa-liga: 2020–21